# アベニュー・オブ・スターズ (香港)

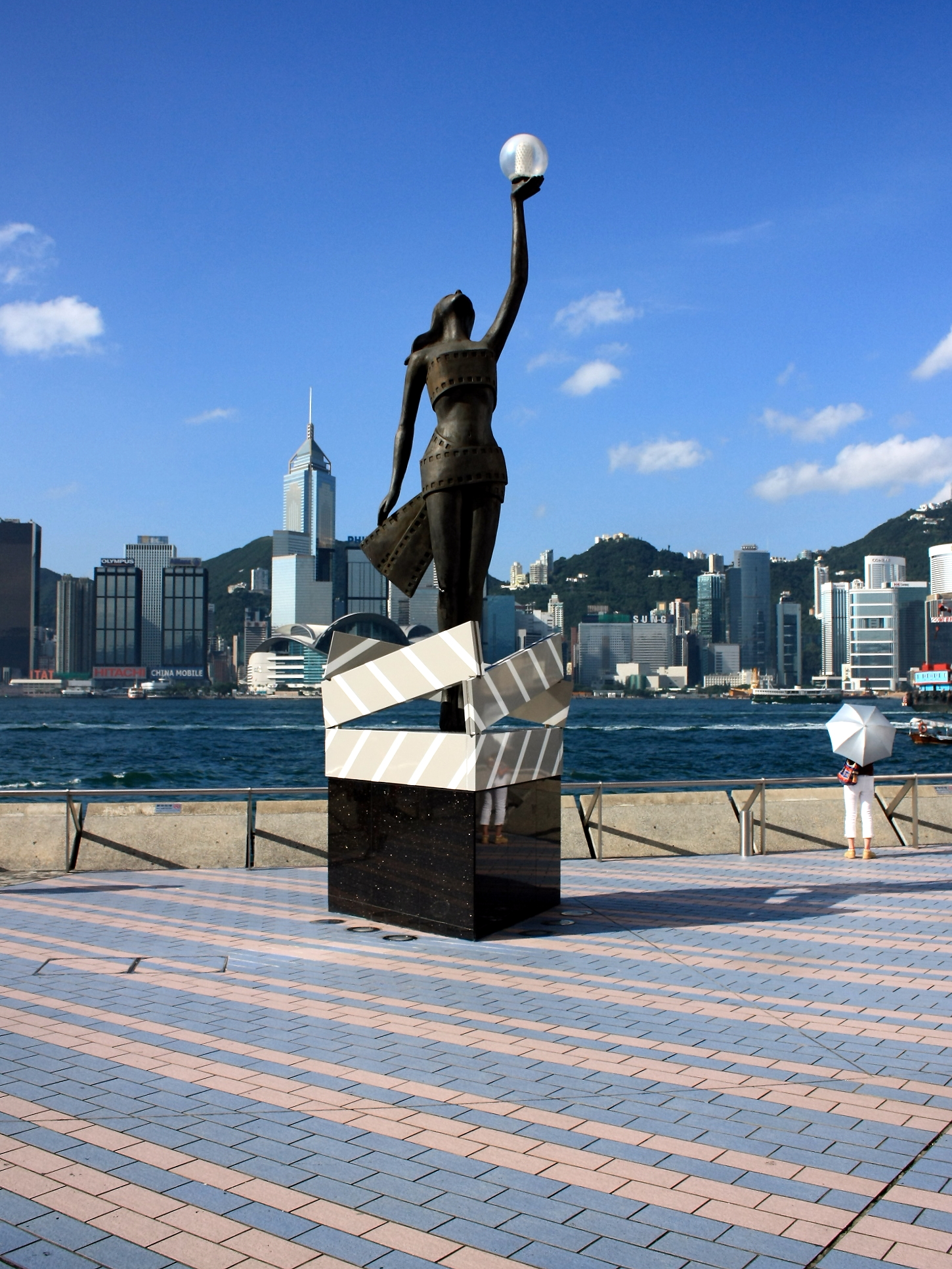
アベニュー・オブ・スターズの入口に設置されている香港電影金像奨で授与されるトロフィーを模した銅像

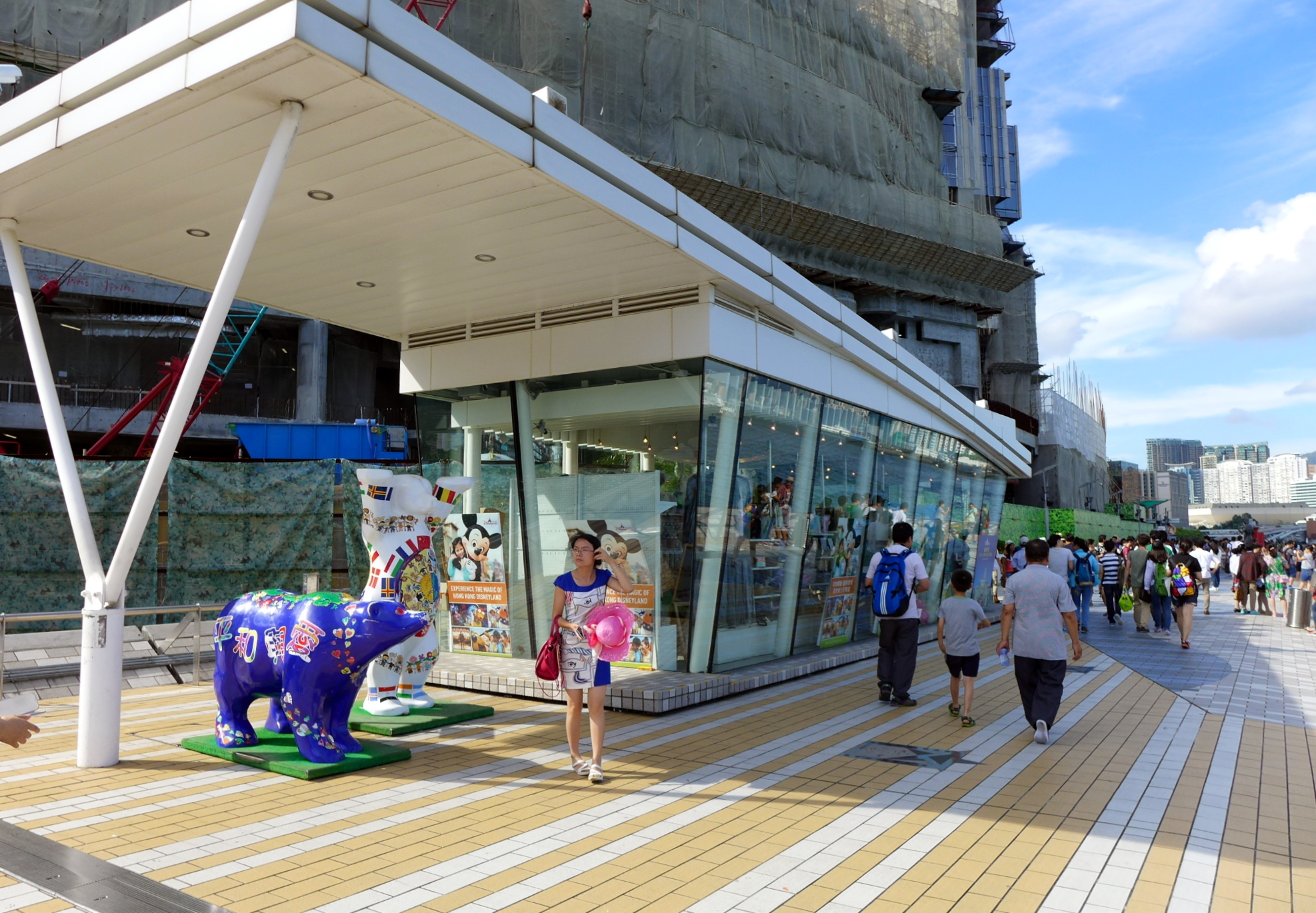
アベニュー・オブ・スターズの「香港星光大道紀念品店」(土産物店), 2 バディーベア

アベニュー・オブ・スターズ（中国語: 星光大道、英語: Avenue of Stars）は、香港九龍油尖旺区の尖沙咀（チムサーチョイ）東部の公園、「チムサーチョイ・プロムナード」にある遊歩道。香港のコングロマリットである新世界発展社がスポンサーとして4,000万香港ドルを拠出し、香港特別行政区政府の商務及経済発展局旅遊事務署、香港旅遊発展局、康楽及文化事務署及び香港電影金像奨協会により、2003年5月23日に建設が開始された。2004年4月27日に開幕式が挙行され、翌日一般に開放された。管理は特別行政区政府が行っており、2015年10月8日から2018年末まで改修工事のため閉鎖されている。
アベニュー・オブ・スターズは香港映画業界で活躍した人物を讃えるために建造されたため、アメリカ合衆国のハリウッド・ウォーク・オブ・フェームに倣って映画界で著名な人物の名前、手形が彫られた記念プレートが年代ごとに設置されている。現在、アベニュー・オブ・スターズにはそのような記念プレートが100基以上設置されている。

## 歴史
アベニュー・オブ・スターズの歴史は大きく三段階に分けられる。第一段階は九広鉄路の線路があった頃で、第二段階はその線路跡がプロムナードに改築された時である。当時、そのプロムナードはクリスマスにのみ賑わいを見せ、訪問客もそのイルミネーションを鑑賞しに来る地元の人達ばかりであった。第三段階は2003年5月23日に、そのプロムナードを観光地化するため、新世界発展社が4,000万香港ドルを拠出した時からである。2004年4月27日に挙行された開幕式には、当時の財政司司長唐英年、経済発展及労工局局長葉澍堃(Stephen Ip)、民政事務局局長何志平、香港旅遊発展局主席周梁淑怡(Selina Chow)、新世界集團主席鄭裕彤及び香港電影金像奨協会主席マンフレッド・ウォンらが来賓として臨席し、併せてイルミネーションの点灯式も挙行された。翌日、アベニュー・オブ・スターズは一般に開放された。
2013年、康楽及文化事務署は、チムサーチョイ・プロムナードにあるソールズベリー・ガーデン（中国語: 梳士巴利花園、現在はソールズベリー芸術広場）、香港文化中心、香港太空館（香港スペースミュージアム）及び香港芸術館の改修、増築計画を具体化した。それと時を合わせて新世界発展社も、当地のビル群やサービスを新たに香港の文化の中心地として発展させるため、同年3月に香港政府にアベニュー・オブ・スターズの改修計画案を提出した。改修計画案では、港をテーマとしてチムサーチョイ・プロムナードと共にアベニュー・オブ・スターズをビクトリア・ハーバーに向けて波型に拡張し、その拡張された空間に海を望む階段状の座席、休憩所を設置するとともに、音楽付きの噴水と光のショーシンフォニー・オブ・ライツ（中国語: 幻彩詠香江）に水上舞台等の野外公演用の空間を併設させ、アベニュー・オブ・スターズの集客力を高めることが予定されている。また、水上バスが発着する埠頭をプロムナード上に建設し、将来ビクトリア・ハーバー遊覧の拠点とすることも計画されている。
2015年10月8日から、アベニュー・オブ・スターズは改修、改築工事のため3年間閉鎖されており、工事期間中アベニュー・オブ・スターズの銅像は、尖沙咀東海浜平台花園の「ガーデン・オブ・スターズ」（中国語: 星光花園、英語: Garden of Stars）に、手形のプレートはそこより比較的狭いチムサーチョイ東プロムナード（中国語: 尖東海濱長廊）に移設されている。

## 資格審査
設立時、アベニュー・オブ・スターズに手形と名前をプレートに入れて讃えられる映画人として、香港電影金像奨協会及びその9つの所属団体と、香港の歴史ある映画雑誌「シティー・エンターテイメント・マガジン」（中国語: 電影雙周刊）による投票で73名が選出され、アベニュー・オブ・スターズの管理委員会に認可された。毎年以下の3項目を基準とする投票により、アベニュー・オブ・スターズで讃えられる映画人のリストが新たに選出されている：
1. 香港映画界でトップレベルの地位にあること；
2. 香港映画に多大に貢献したこと；
3. 香港映画界内で高く評価されているベテランであること。

## 手形
設立時に既に故人であったため手形を取れなかった47名を除き、以下の人物の内チャウ・シンチーの手形のみ空白となっている。

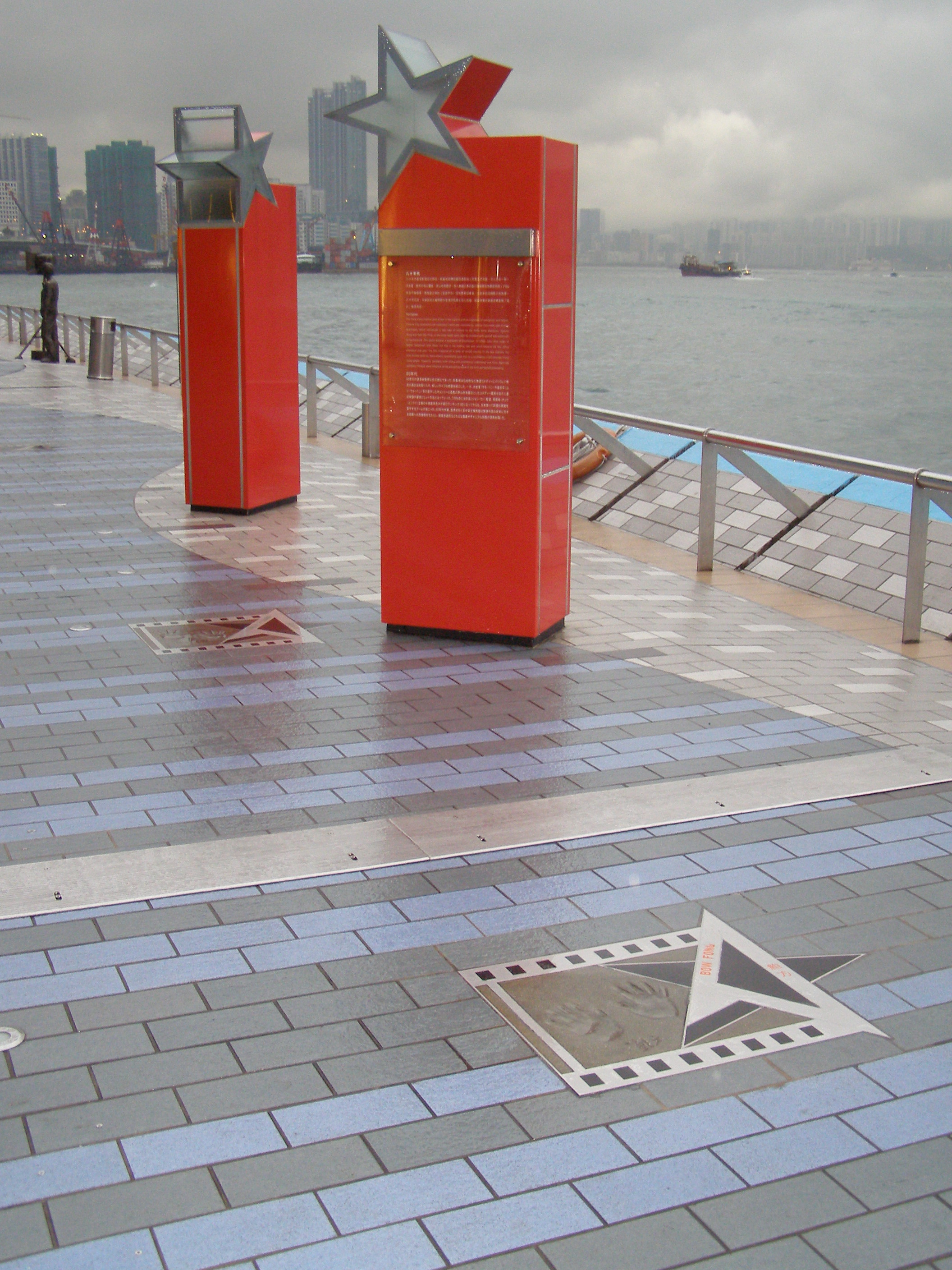
香港映画における各時代の発展を紹介するパネル。その手前は俳優バウ・フォンの手形と署名入りプレート。

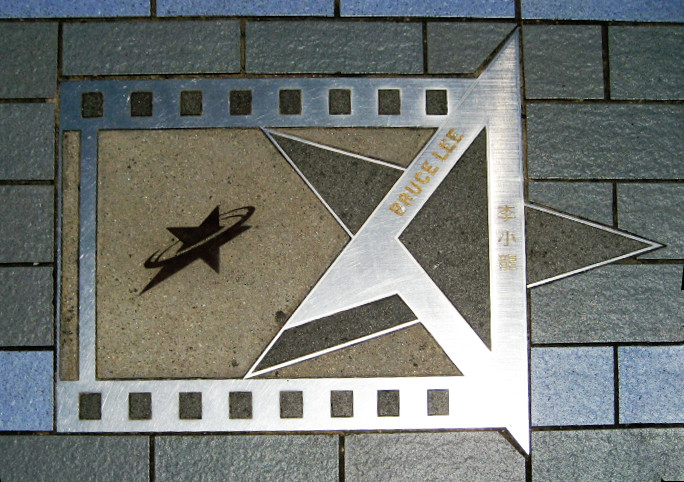
ブルース・リーの記念プレート

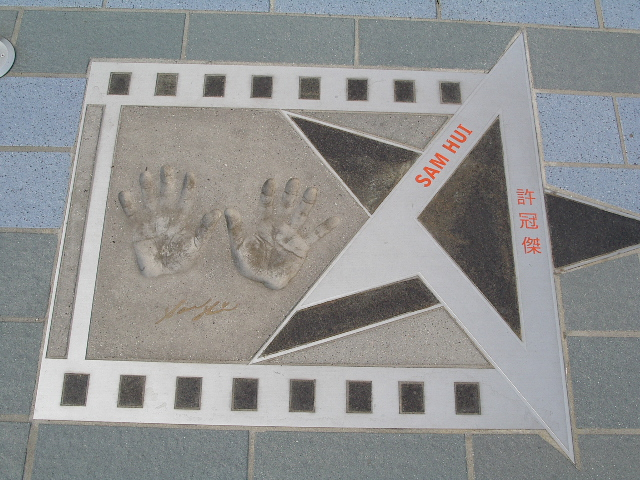
サミュエル・ホイの手形と署名入りプレート。

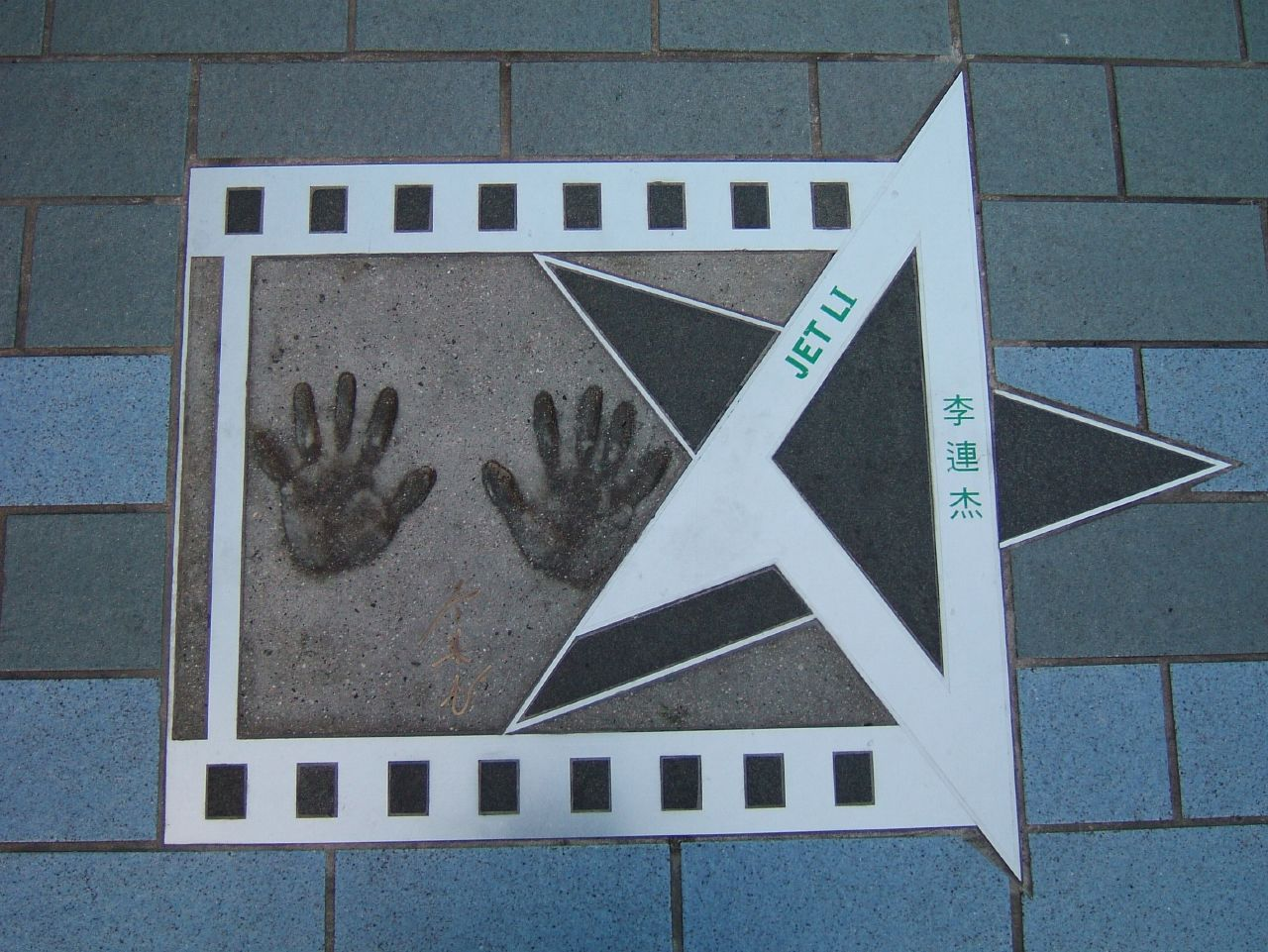
ジェット・リーの手形と署名入りプレート。

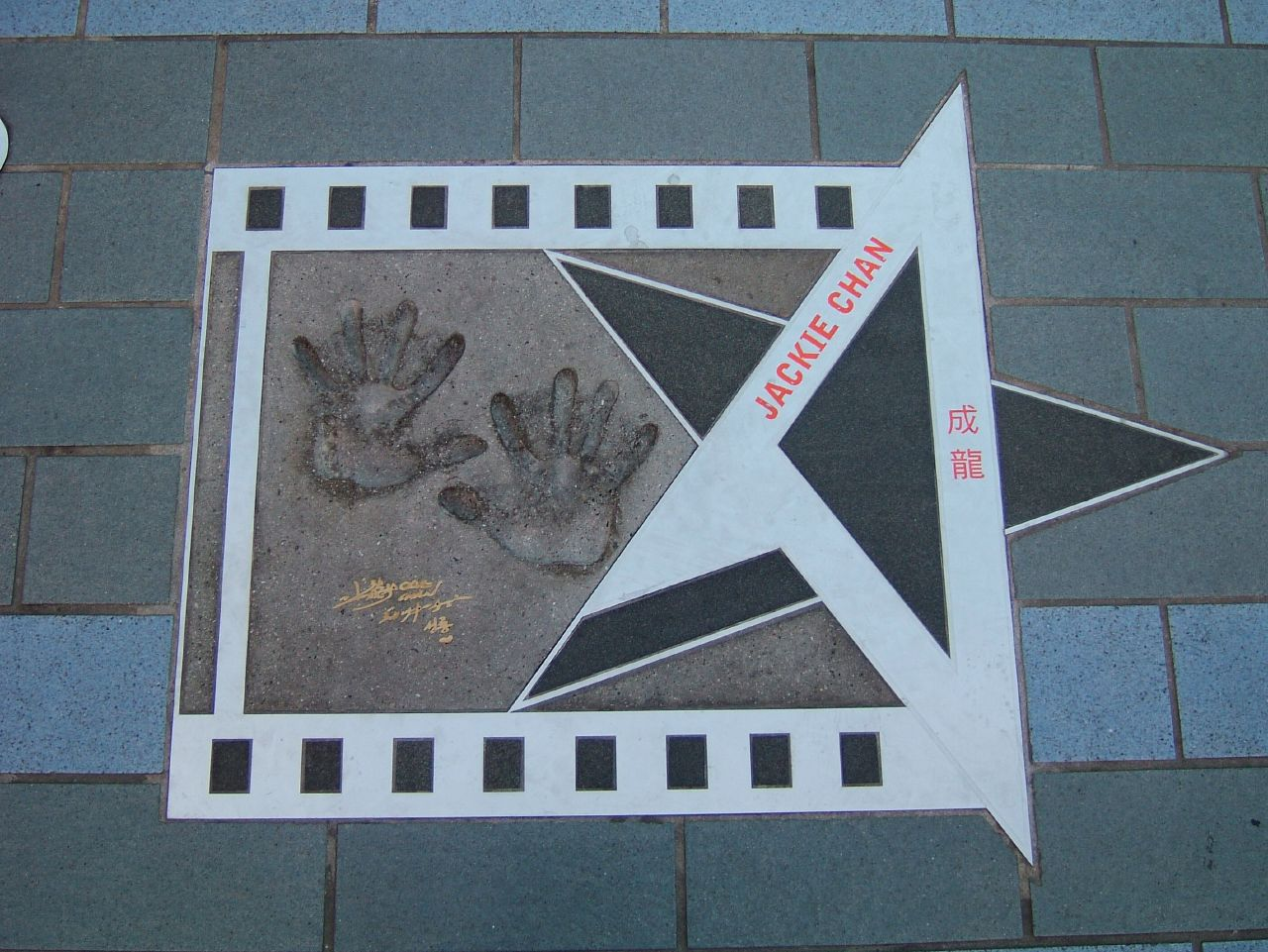
ジャッキー・チェンの手形と署名入りプレート。

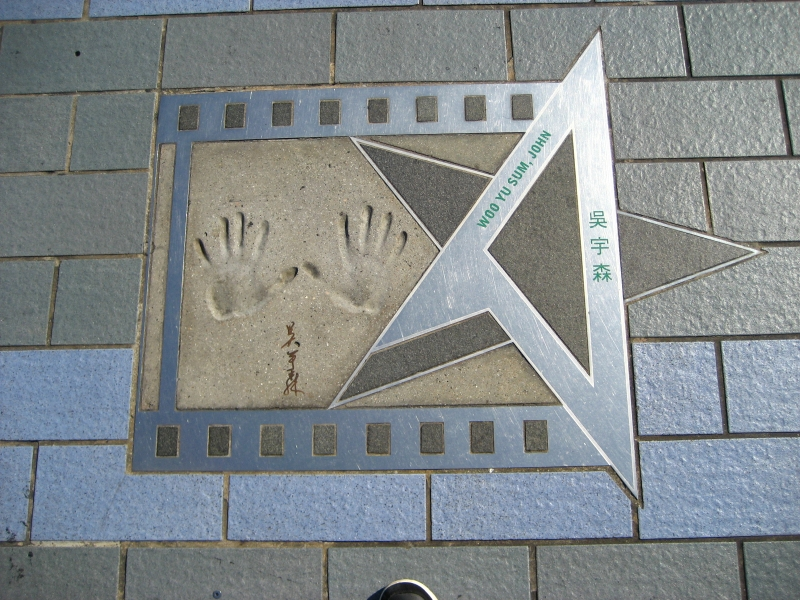
ジョン・ウーの手形と署名入りプレート。

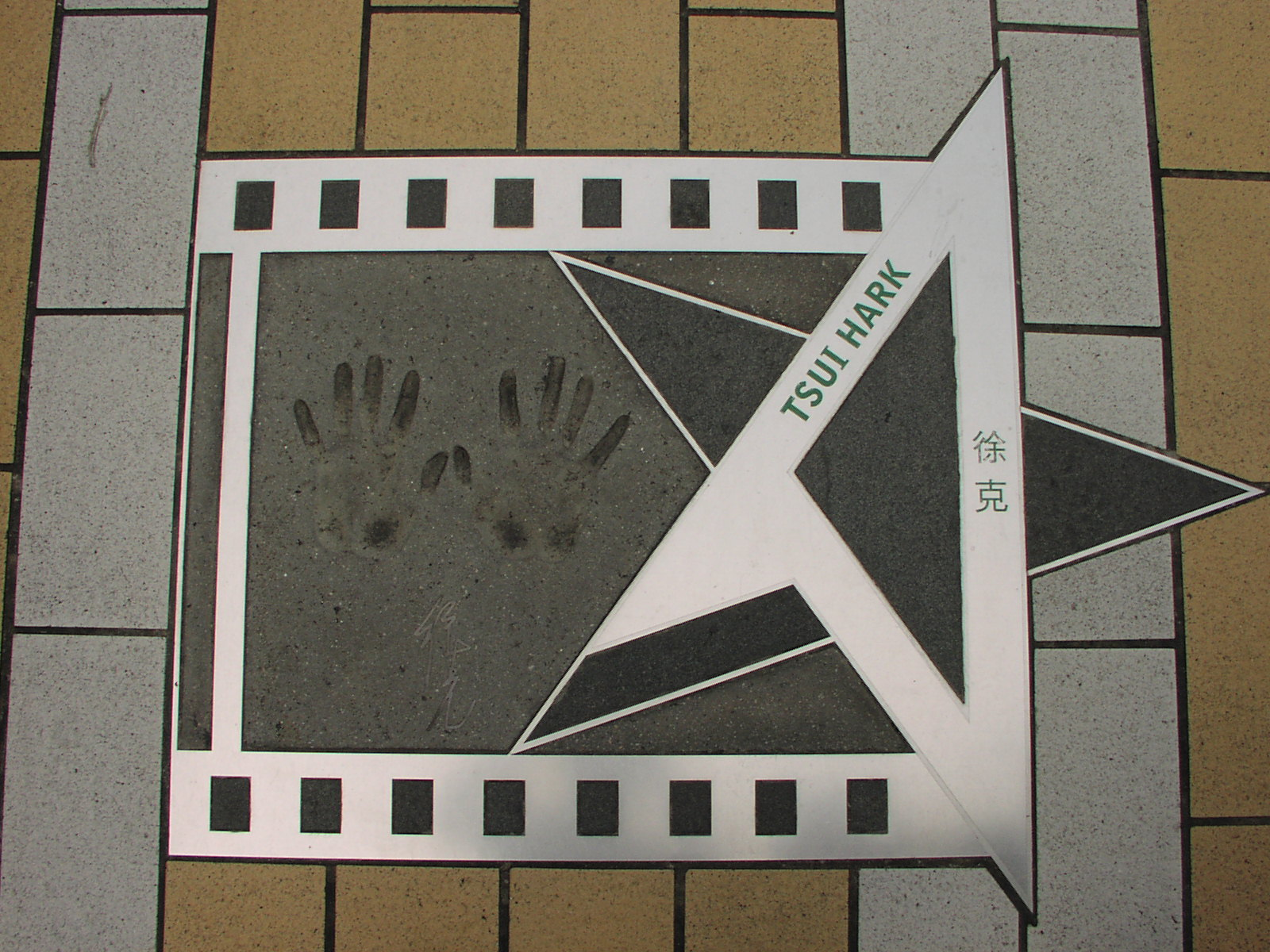
ツイ・ハークの手形と署名入りプレート。

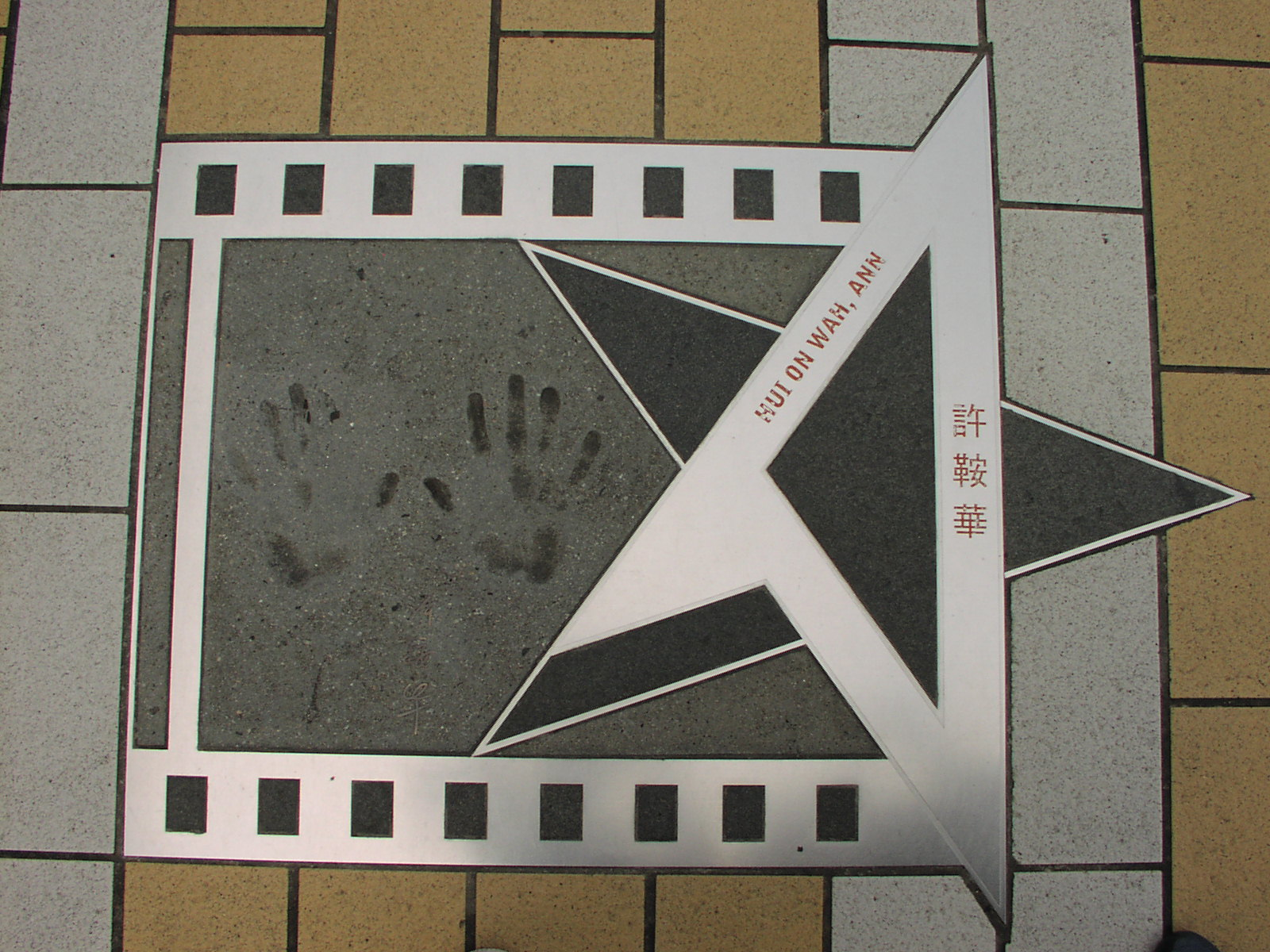
アン・ホイの手形と署名入りプレート。

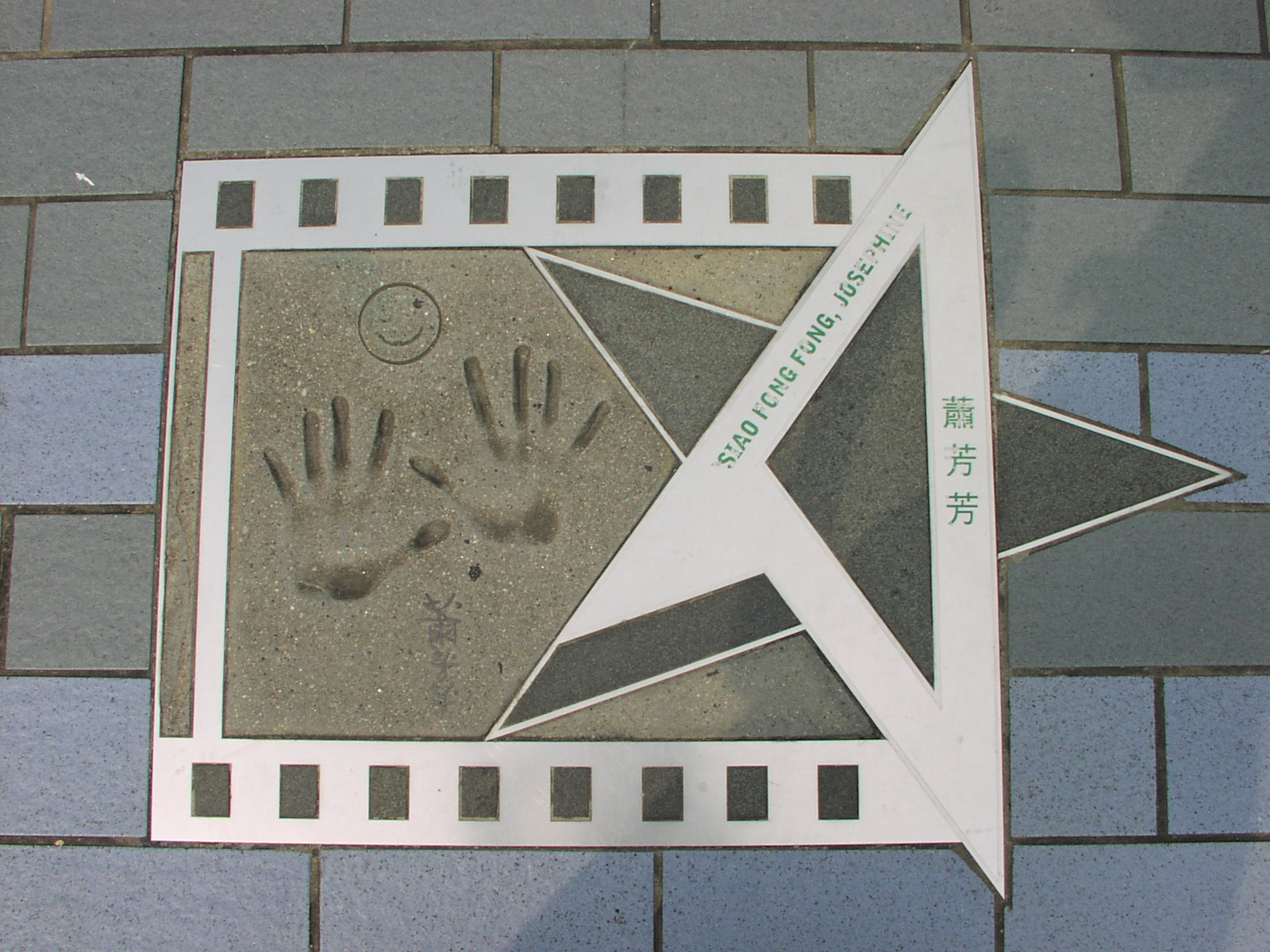
女優ジョセフィーン・シャオの手形と署名入りプレート。香港のアベニュー・オブ・スターズにあるプレートで絵が描かれているのはこれが唯一である。

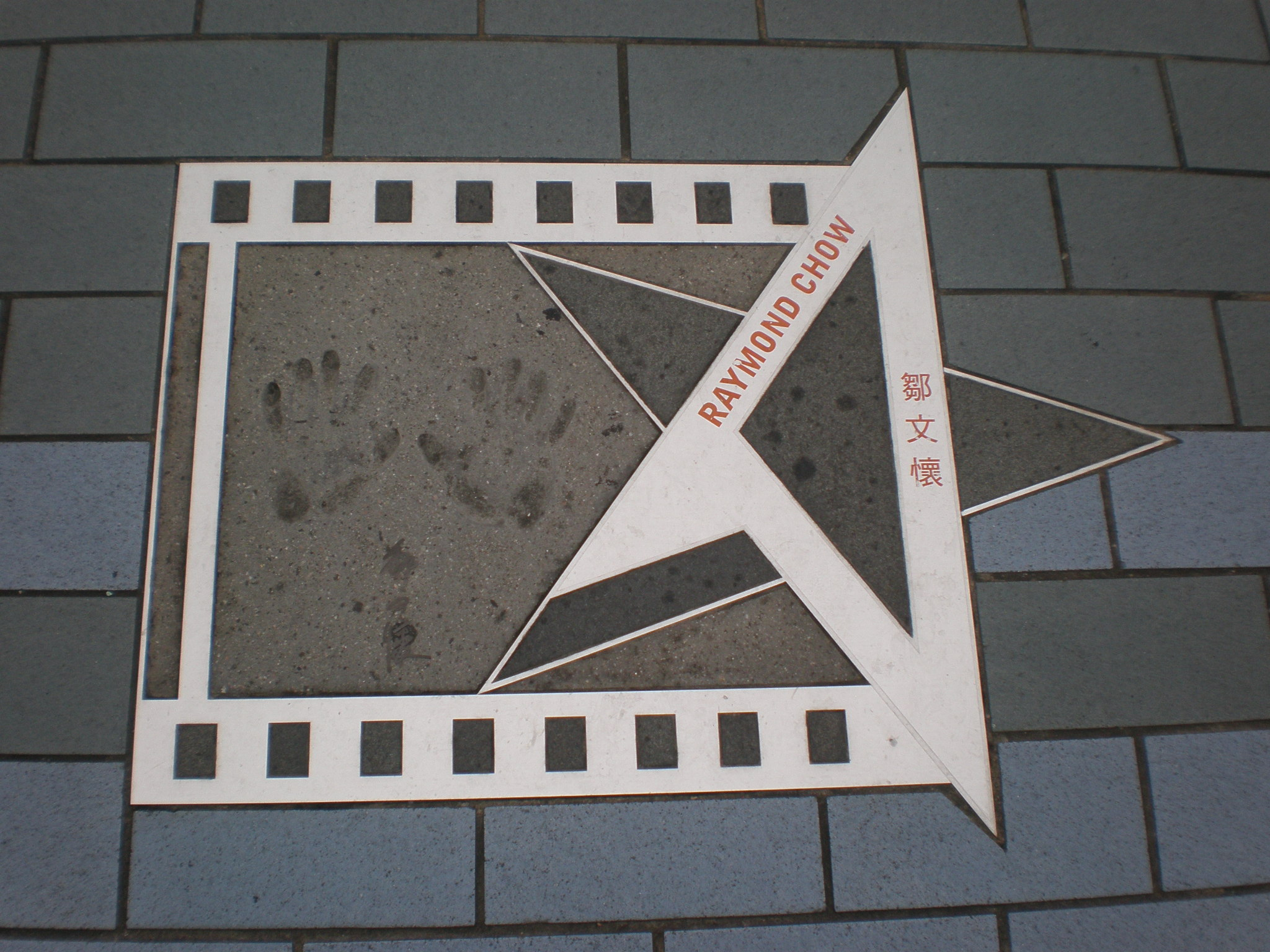
レイモンド・チョウの手形と署名入りプレート。

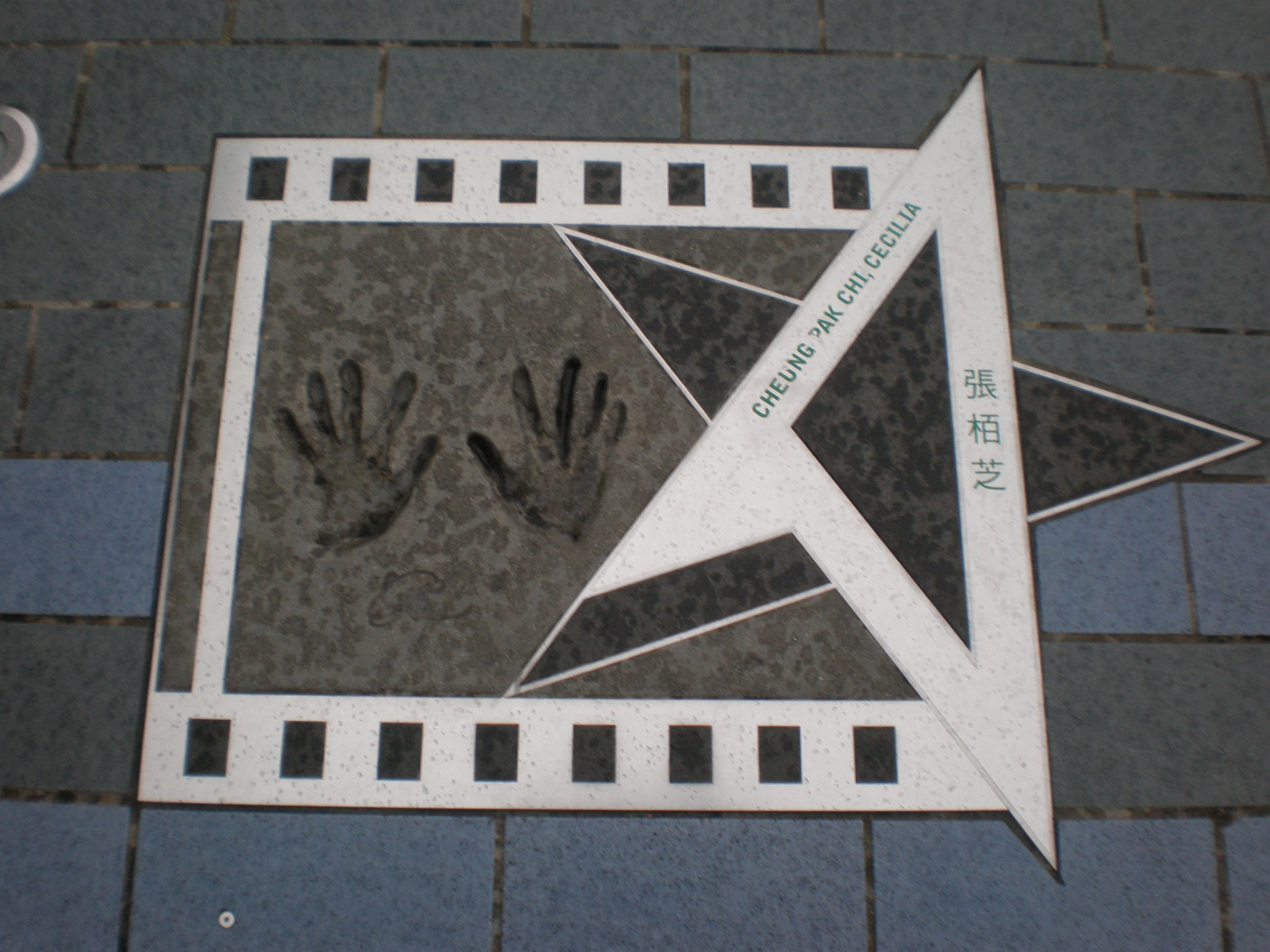
シルヴィア・チャンの手形と署名入りプレート。

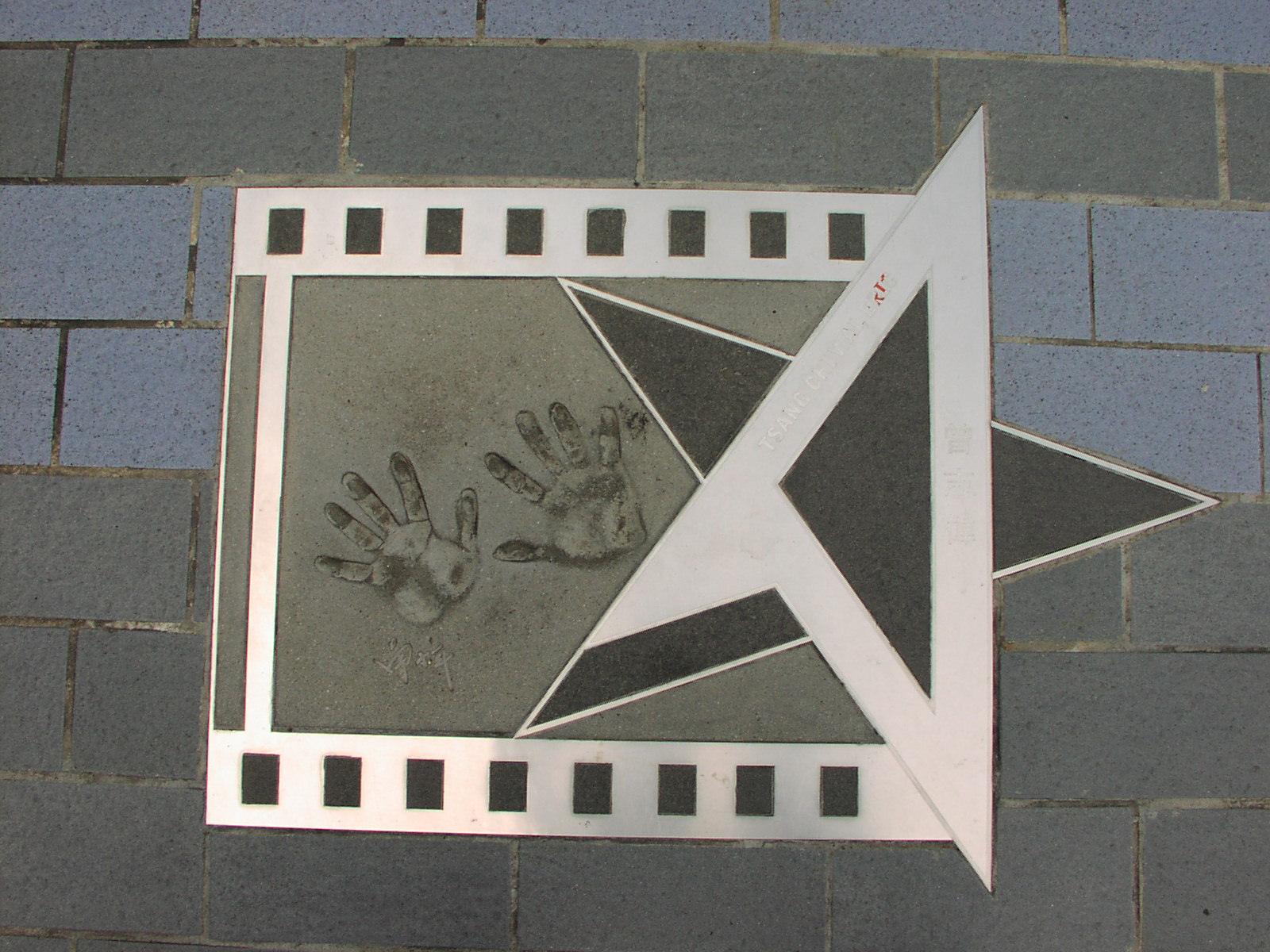
エリック・ツァンの手形と署名入りプレート。

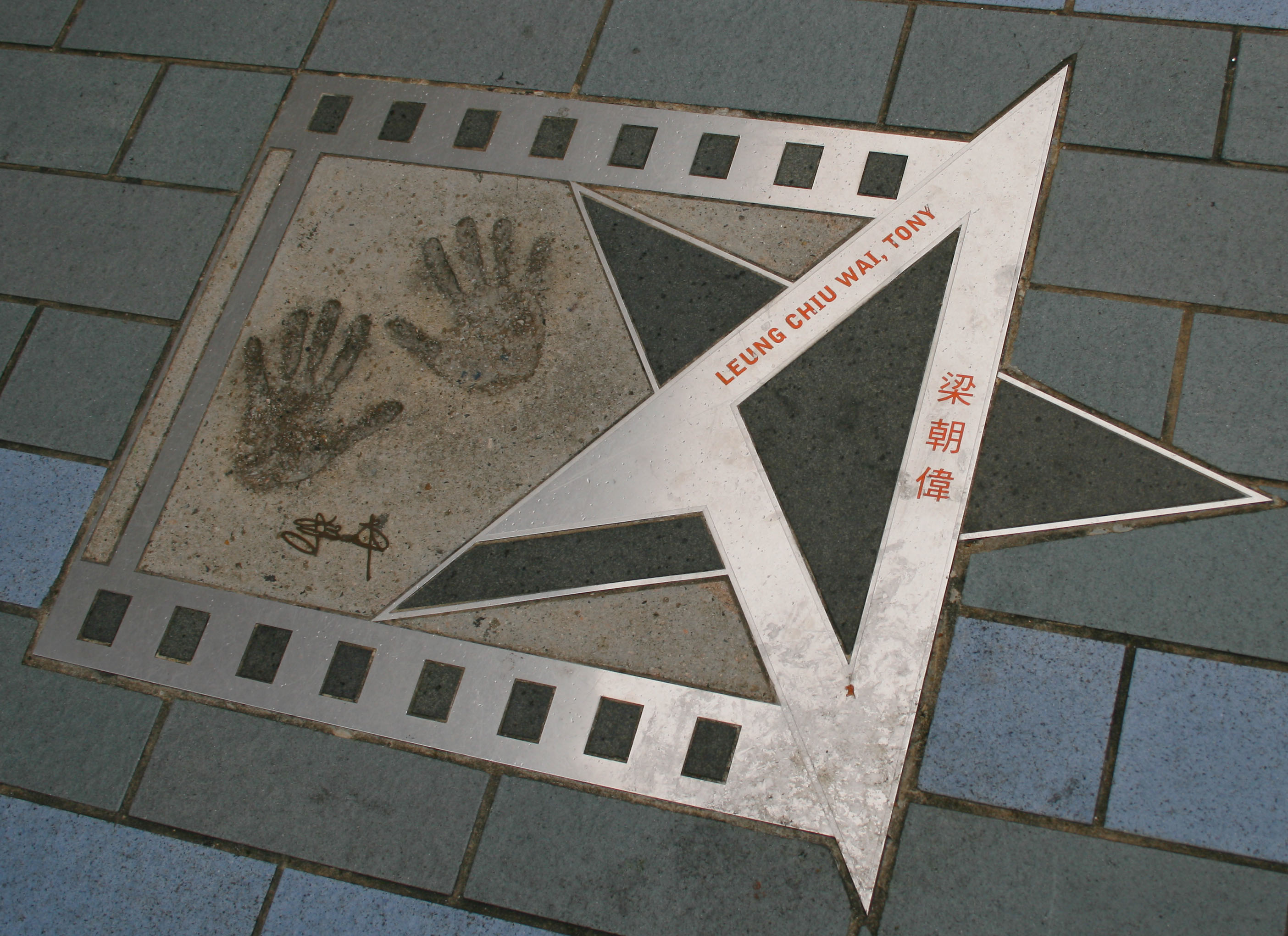
トニー・レオンの手形と署名入りプレート。

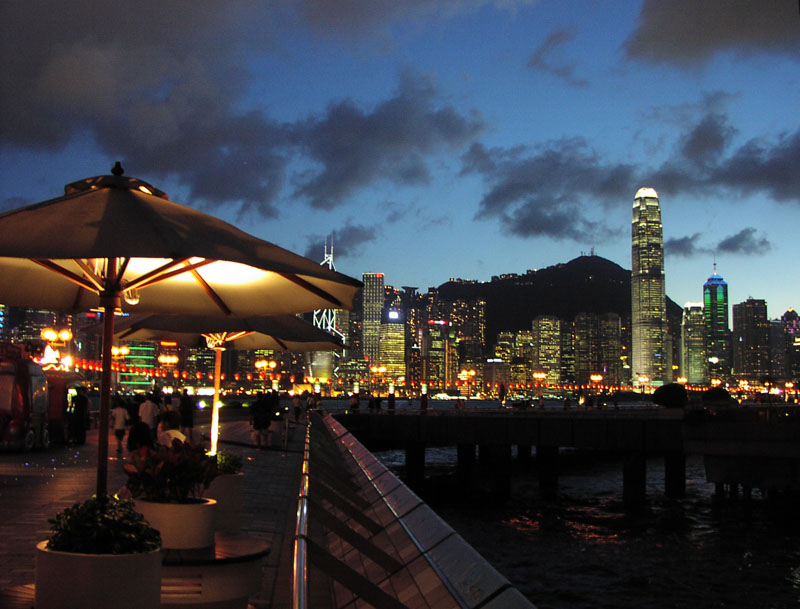
アベニュー・オブ・スターズ沿いからはビクトリア・ハーバーの景色を鑑賞できる。

★は故人
- 設立時に手形のプレートが設置された映画人

1. 黎民偉（中国語版）★
2. 林楚楚 (女優)★
3. 胡蝶（中国語版） ★
4. ランラン・ショウ★
5. 黄曼梨（中国語版）★
6. 朱石麟（中国語版）★
7. チョウ・ダーワー★
8. 盧敦 (俳優・脚本家)★
9. ユエ・フォン（中国語版）
10. クワン・タッヒン★
11. チョン・ウッヤウ（中国語版）★
12. ン・チョーファン（中国語版）★
13. サン・マーシーチャン（中国語版）★
14. 白燕（中国語版）★
15. 周璇★
16. チョン・イン（中国語版）★
17. 李鐵 (俳優)
18. 胡鵬 (映画監督)
19. ヤム・キムファイ（中国語版）★
20. シー・キエン
21. リー・リーホァ（中国語版）
22. バイ・クァン
23. 呉回（中国語版）
24. パク・スッシン（中国語版）
25. ホン・シンノイ（中国語版） ★
26. 秦剣 (映画監督)★
27. ユー・ソーチャウ（中国語版）
28. リョン・シンボ（中国語版）★
29. 鄧寄塵（中国語版）★
30. タン・ビッワン（中国語版）★
31. フォン・イムファン（中国語版）
32. シア・モン（中国語版）★
33. リン・ダイ（中国語版）★
34. ウー・フォン（中国語版）
35. ユー・ミン★
36. パトリック・チュー（中国語版）
37. リー・ハンシャン★
38. ロク・ワントー（中国語版）★
39. ロイ・チャオ★
40. ラム・フォン（中国語版）★
41. チャン・チェ★
42. チュー・ユアン（中国語版）
43. キン・フー★
44. リン・ポー（中国語版）
45. コニー・チャン（中国語版）
46. ジョセフィーン・シャオ（中国語版）
47. フォン・ボーボー（中国語版）
48. ジミー・ウォング
49. ティ・ロン
50. デビッド・チャン
51. レナード・ホー（中国語版）★
52. レイモンド・チョウ
53. ブルース・リー★
54. ン・シーユン（中国語版）
55. マイケル・ホイ
56. サミュエル・ホイ
57. ブリジット・リン
58. サモ・ハン・キンポー
59. ジャッキー・チェン
60. ジョン・ウー
61. ユエン・ウーピン
62. アン・ホイ
63. ツイ・ハーク
64. チョウ・ユンファ
65. レスリー・チャン★
66. アンディ・ラウ
67. ジェット・リー
68. マギー・チャン
69. アニタ・ムイ★
70. トニー・レオン
71. ミシェル・ヨー
72. ウォン・カーウァイ
73. チャウ・シンチー

- 2005年11月に新たに加えられた映画人：

1. ジー・ローリン（中国語版）
2. ウォン・ティンラム（中国語版）★
3. ラム・カーシン（中国語版）★
4. バウ・フォン（中国語版）★
5. ラウ・カーリョン★
6. 石慧（中国語版）
7. フー・チー（中国語版）
8. グレース・チャン
9. 嘉玲（中国語版）
10. クワン・サン（中国語版）★

- 2006年11月に新たに加えられた映画人：

1. ニー・クァン
2. ロー・ウェイ（中国語版）
3. タン・チア（中国語版）
4. ジェームズ・ウォン★
5. カール・マッカ（中国語版）
6. エリック・ツァン
7. ウィリアム・チャン
8. レオン・カーフェイ
9. アンソニー・ウォン
10. セシリア・チャン

- 2007年6月に新たに加えられた映画人：

1. ジャッキー・チュン
2. シルヴィア・チャン
3. コン・リー
4. ケネス・ツァン
5. アーロン・クオック
6. レオン・ライ
7. 黎北海（英語版）★

- 2012年8月に新たに加えられた映画人：

1. ニコラス・ツェー
2. カリーナ・ラウ
3. サイモン・ヤム
4. クララ・ウェイ
5. ルイス・クー
6. ディニー・イップ（中国語版）

## 彫像

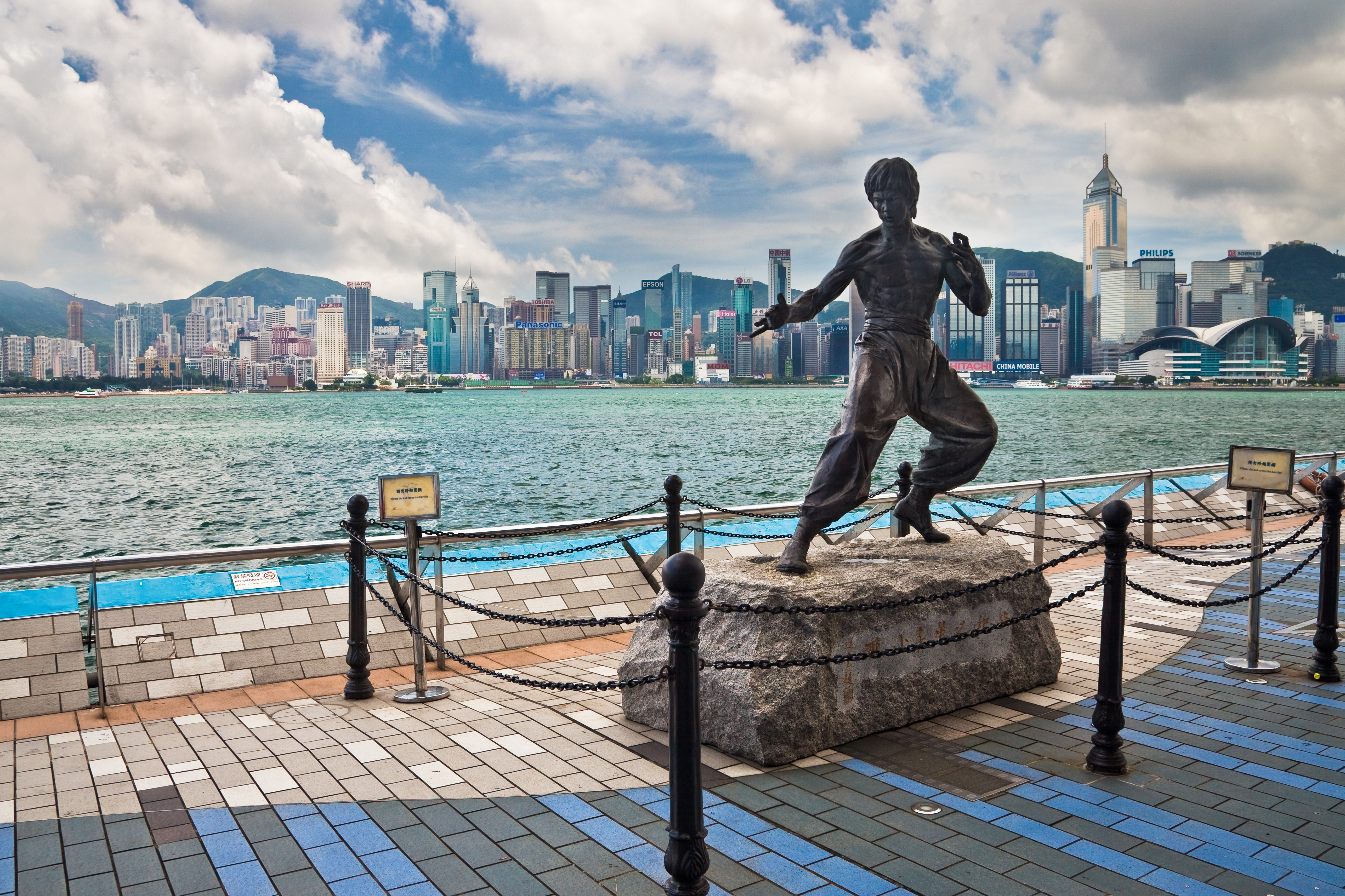
アベニュー・オブ・スターズにあるブルース・リーの彫像。中国の彫刻家曹崇恩の作品。

アベニュー・オブ・スターズには多数の彫像が設置されており、その中には入口に設置されている高さ6メートルの香港電影金像奨のトロフィーの銅像や、映画撮影の様子（映画監督、撮影監督、照明技師、録音技師の姿等を含む）を題材にした一連の彫像群がある。2005年11月27日には、『燃えよドラゴン』におけるブルース・リーを模った高さ2メートルの銅像が、彼の65回目の誕生日を記念して公開された。2011年には香港映画界へのアニメーションの貢献を讃え、香港のアニメ作品で代表的なキャラクターマクダルの銅像も設置された。2014年7月18日、急逝したアニタ・ムイの銅像も、彼女の生涯に亘る卓越した活躍や香港社会への貢献を讃えるために設置された。この像は中国の彫刻家曹崇恩により製作されたもので高さは約2メートル、台座にはアンディ・ラウによる直筆のタイトル「香港女兒梅艷芳」（香港の娘アニタ・ムイ）の文字が彫られている。

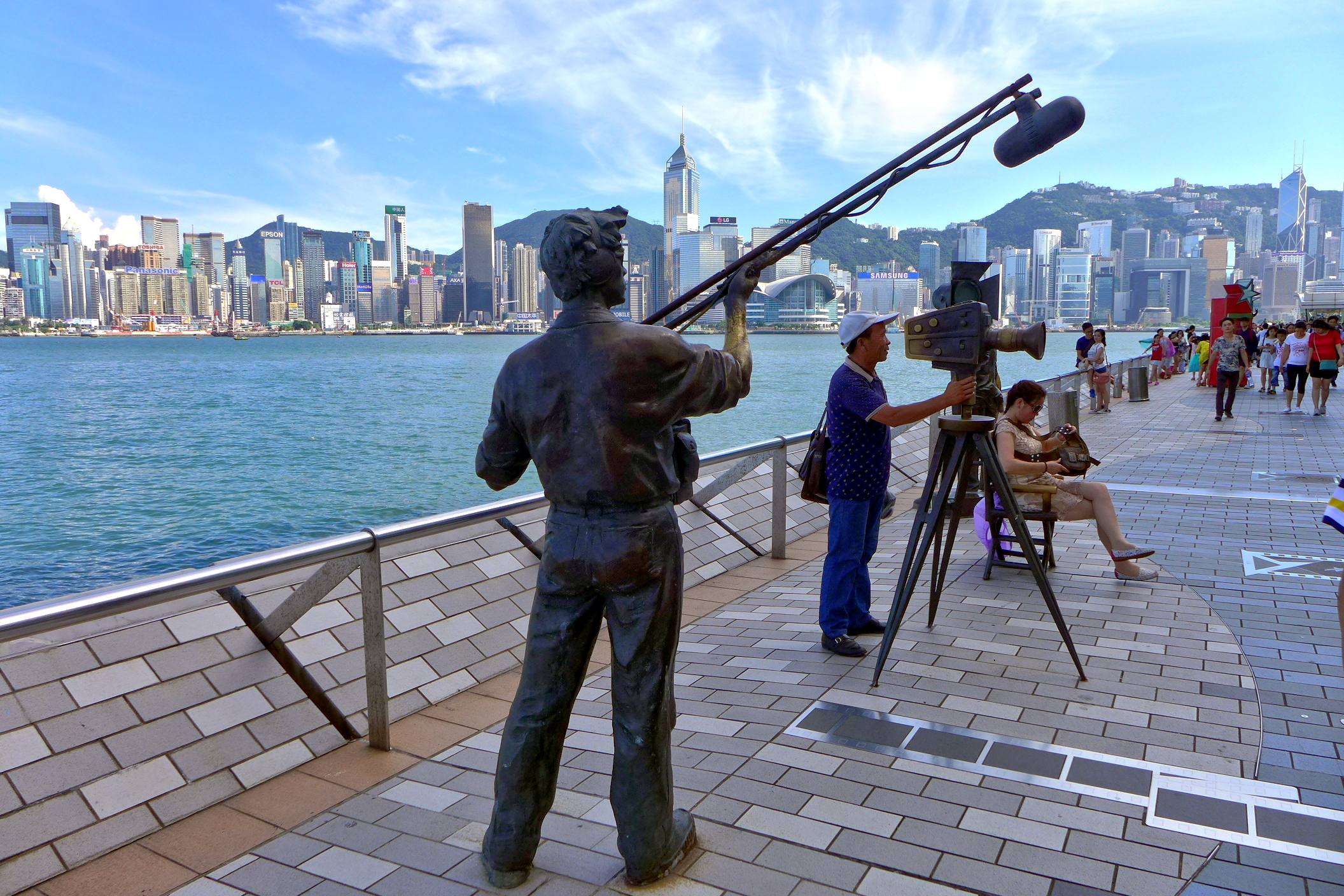
映画撮影の様子を題材にした一連の彫像
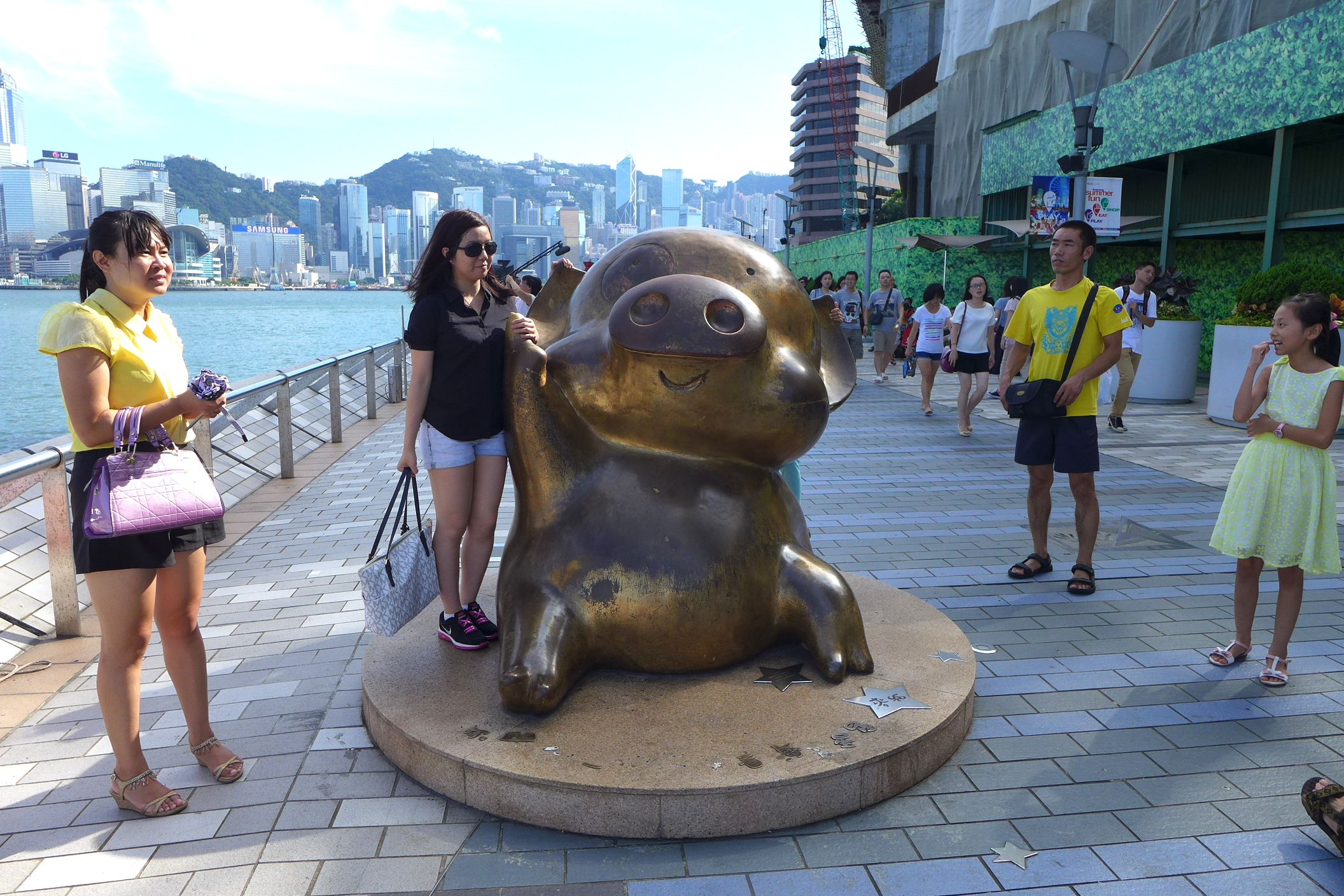
マクダルの銅像
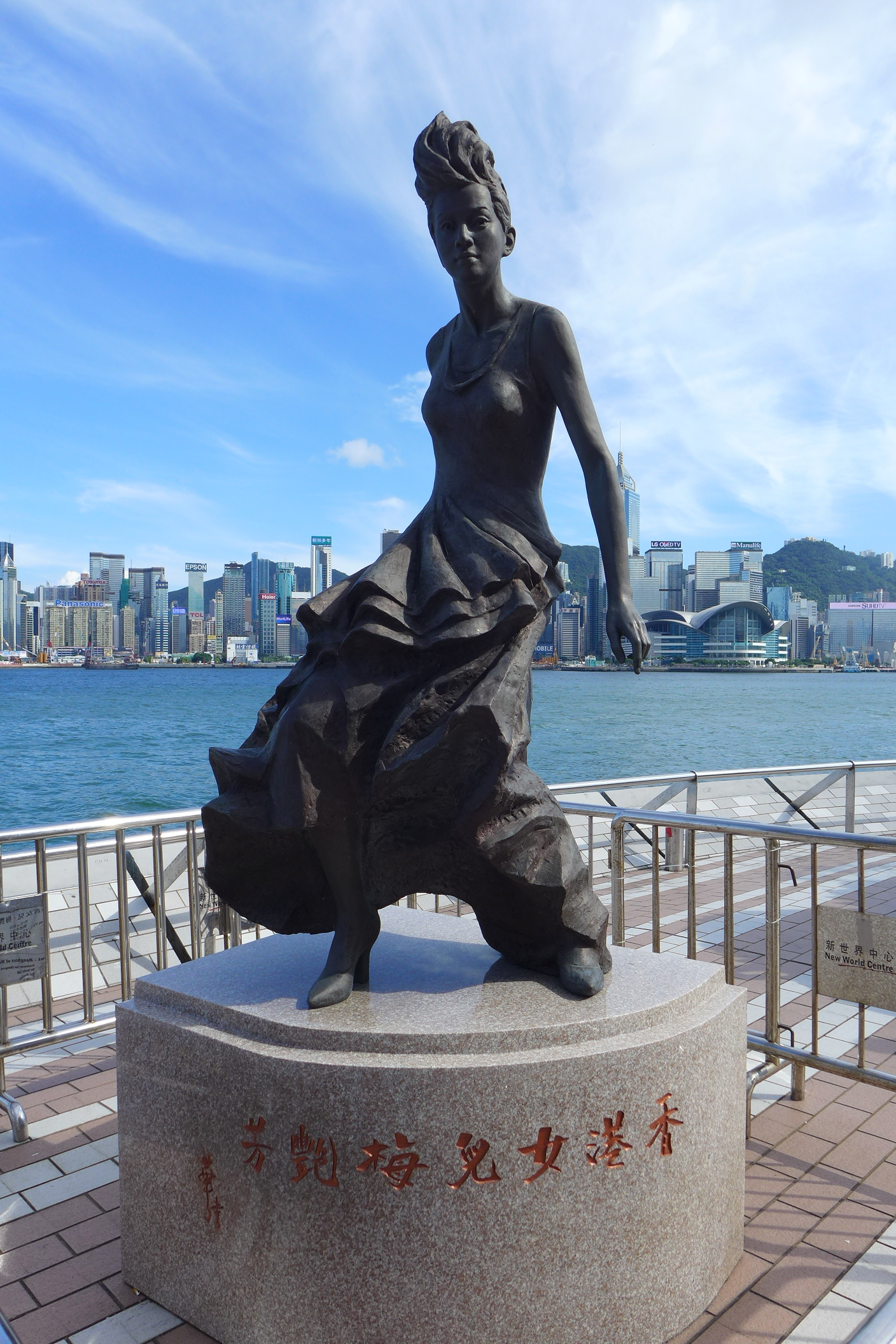
アニタ・ムイの銅像

## その他の施設

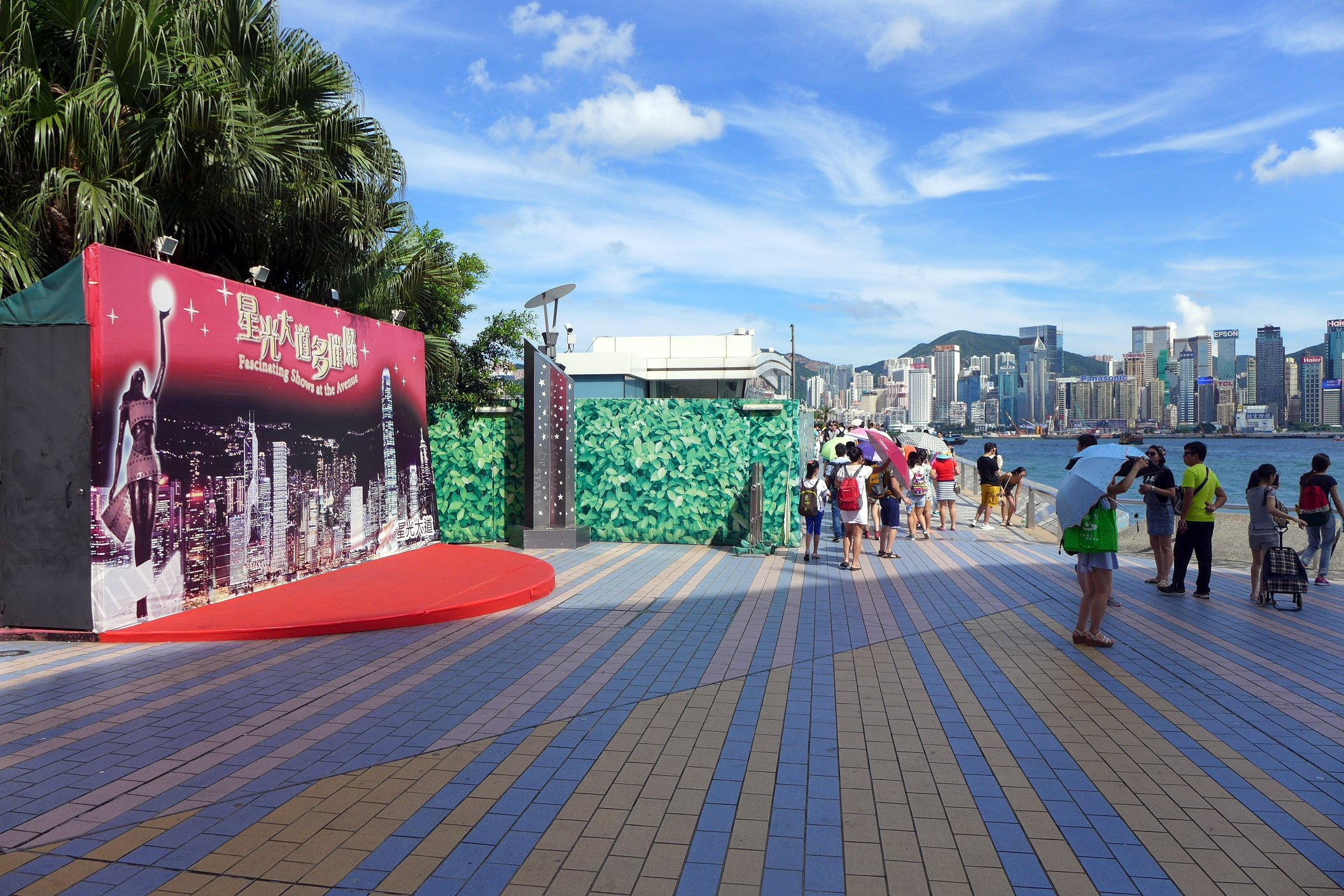
アベニュー・オブ・スターズの入口にはステージも設置されており、夜間には公演も行われる。

アベニュー・オブ・スターズには常設2か所、移動式4か所の土産物店も設置されており、様々な軽食や記念品が提供されている。

## 批評
2011年8月、CNNは世界各地における人をがっかりさせる観光地12地点を選出してインターネット上で公開し、香港のアベニュー・オブ・スターズを第2位に選出した。その評論でアベニュー・オブ・スターズについて、休憩所の不足、旗を持ったガイドに引率された中国大陸からの観光団が随所で見られること、屋台が多すぎることを指摘し、「ここに来て感じることは、くしゃみが出そうで出ない時に似た心地悪さ」と評している。香港旅発局はこれに答えて、2009年から2010年に行った調査では、アベニュー・オブ・スターズは香港で最も多くの観光客が訪れる所であるが、旅行客からの苦情は極めて少ない、と表明した。同年10月26日、商務及経済発展局局長のグレゴリー・ソー は、関係当局に対し、チムサーチョイ・プロムナード内の休憩用座席の増設を検討することと、非合法の屋台を排除することにより観光客がトラブルに巻き込まれないよう、アベニュー・オブ・スターズの管理を強化することを指示した。同時に、旅遊発展局とアベニュー・オブ・スターズの管理会社は、祝祭日にアベニュー・オブ・スターズに装飾を施し、雰囲気を盛り上げることを検討している。
また、アベニュー・オブ・スターズでは手形入りのプレートが通路上に設置されており、それを観光客が見物したり写真を撮る時には身をかがめる必要があることから、いわゆるパンチラの発生地点として、中国語名称の星光大道をもじって「走光大道」(中国語で「星光」は映画等におけるスター、「走光」はパンチラの意)というあだ名が付けられている。

## 活化計画の影響
2015年7月、行政府の康楽及文化事務署は水面下で、新世界発展社から香港政府の都市計画策定委員会である城市規画委員会(英語: Town Planning Board)に対し、チムサーチョイ・プロムナードとアベニュー・オブ・スターズの改修計画案を提出させた。計画では、改修工事は7年間かけて段階に分けて行われることとされており、工事完了後はチムサーチョイ・プロムナードの広さは現状の4.7～12.9メートルと差ほど変わらないが、一部階段を設置される場所は現状の7.5メートルから5メートルと縮小され、そこに多くの飲食店が併設されることとなっていた。その他にも計画では、工事範囲が植えられている363本の街路樹に及び、72本が伐採され、わずか41本のみが現在地に残るというものであった。多くの関係団体は、これらの計画が非公開のまま策定されたことに不満を示し、利益供与の疑いがあるとして司法の場に再審査を申請する構えを見せた。城市規画委員会には約300通もの意見書が寄せられ、その内9割が計画に反対、支持するものは僅か9％のみであった。しかし城市規画委員会の執行部門である規画署は、多くの部局が計画への支持を表明したため申請に反対することができなくなっていた。規画署署長の凌嘉勤は反対意見に対し、「城市規画委員会が計画の審議時に考慮したのは市民の関心であり、経営者らの地位は判断基準としていない」と強調した。
8月21日には申請が城市規画委員会の審議を通過したが、10項目の条件が新たに付加された。その条件には、歩行者用の通路は現状の広さを維持すること、工事期間を短縮し閉鎖期間を3年間とすることが含まれていた。また、計画の承認後、新世界発展社は20年間の管理を請け負うこととされ、2035年には統一的な管理を行う非営利機構を設立させ、その余剰利益は政府に配分されることとされた。

### 一般への諮問と透明性欠如の指摘
その後、康楽及文化事務署は一般の意見をさらに取り入れるとして諮問会を開催したが、期間はわずか12日間だった。当局は9月から10月の間、計画を支持する人や事業者のみに出席を要請して諮問会を非公開で開催した。会の前日、懸念を抱く者数名が文化中心を訪れ、康楽及文化事務署と新世界発展社が作業を密室で行っていることに対して抗議した。インターネット上では改修計画の概要が紹介されたが、計画図面や用地面積等の重要な資料は掲載されず、工事のためアベニュー・オブ・スターズが3年間閉鎖されることについてさえ触れられていなかった。また、康楽及文化事務署は10月26日から11月6日の間、チムサーチョイ・プロムナードでアンケート調査を行うと発表したが、大規模な一般の諮問会は予定されていない。